# 鹌鹑大道桥
鹌鹑大道桥（英語：Quail Avenue Bridge）是位于美国爱荷华州卡洛尔东南部的一座桥梁，长37英尺（11），跨越鹌鹑大道上的一条无名溪流，建立于1913年，是卡罗尔县的15座类似桥梁之一，于1998年列入國家史蹟名錄。